# Wyspy Melchiora
Wyspy Melchiora (ang. Melchior Islands) – grupa niewielkich, skalistych wysp, w Archipelagu Palmera, na Oceanie Południowym, położona pomiędzy Brabant Island i Antwerpią.

## Geografia
Większość wysp nosi nazwy wywodzące się od liter greckiego alfabetu, np.: Omega, Eta itp. 
Wokół Wysp Melchiora pływają setki odłamków kry lodowej. Niektóre z nich są tak stare, że zawierają niebieski lód lodowcowy, z którego pęcherzyki powietrza zostały wypchnięte przez ogromne ciśnienie. W rezultacie kolor tych fragmentów lodu nie jest biały, ale lekko błękitny.

## Historia
Wyspy oficjalnie odkryte i opisane zostały przez niemieckiego wielorybnika Eduarda Dallmana, w latach 1873-74. Swoją nazwę, jak również i dokładną eksplorację, zawdzięczają wyprawom argentyńskim z lat 1942 i 1943.

## Stacja badawcza
Na jednej z wysp znajduje się argentyńska letnia baza Melchior (Base Melchior; 64°20'0"S, 62°59'0"W). Jest ona położona 7 m powyżej poziomu morza, na skalnym podłożu. Otwarto ją 31 marca 1947 roku. Coroczna przerwa w jej funkcjonowaniu to okres od marca do grudnia; dłuższa przerwa miała miejsce na przełomie lat 1997 i 1998. Badania prowadzone w stacji Melchior to obserwacje jonosfery, obserwacje zórz polarnych oraz obserwacje meteorologiczne. Stacją leżącą najbliżej niej jest również argentyńska baza Brown, położona nad Rajską Zatoką, 69 km na południowy wschód; najbliższym portem (1205 km na północ) jest Ushuaia w Argentynie.
Najnowsza historia Wysp Melchiora nosi polskie ślady - w lutym 2003 roku polsko-niemiecka ekspedycja, dowodzona przez Henryka Wolskiego, odkryła nową wyspę - Bremen, dotychczas uważaną za część Wyspy Omega.